# 1983 en république du Congo

## Gouvernement
- Président : Denis Sassou-Nguesso
- Premier ministre : Louis-Sylvain Goma

## Événements
- 26 février : inauguration du champ pétrolier Yanga-Marine par le président Denis Sassou-Nguesso
- 2-4 avril : visite du président centrafricain André Kolingba
- 6 juin : création du diocèse de Ouesso à partir du diocèse d'Owando ; son premier évêque est Mgr Hervé Itoua
- 25-27 octobre : visite du secrétaire général du Parti communiste français, Georges Marchais
- 22-23 novembre : visite du roi d'Espagne Juan Carlos Ier et de son épouse